# Oostelijke Sajan
De Oostelijke Sajan (Russisch: Восточный Саян; Vostotsjny Sajan) is een bergmassief in het zuiden van Siberië. Het heeft een lengte van ruim 1000 kilometer en loopt van de linkeroever van de rivier de Jenisej in het westen tot de zuidelijke kust van het Baikalmeer in het oosten. Het vormt onderdeel van de Zuid-Siberische gebergtes en daarbinnen van de Sajan en grenst aan de Westelijke Sajan en de zuidwestelijke rand van het Siberisch platform. De bergruggen en bergketens van de Oostelijke Sajan lopen synchroon met tektonische structuren en breuken in de ondergrond.

## Geografie
De bergruggen van het westelijke deel van de Oostelijke Sajan bestaan uit afgeplatte belogorja en belki, zoals de Manskoje Belogorje, Kanskoje Belogorje en de Agoelskieje Belki, die een groot deel van het jaar met sneeuw zijn bedekt. In het centrale en oostelijke deel bevinden zich bergmassieven als de Bolsjoj Sajan (Grote Sajan), Toenka-Goltsy (Toenka-Alpen) en Kitoj-Goltsy, die gekarakteriseerd worden door een alpien karakter.

## Reliëf
De Oostelijke Sajan bevat uitgestrekte stukken oude afgevlakte stukken reliëf en vulkanische vlaktes die geleidelijk oplopen. Aan de rand van het massief bevinden zich jonge vulkanische formaties (bijvoorbeeld het Oka-plateau en de Toenka-vallei en de vulkanen Kropotkin en Peretoltsjin).
De hellingen van de bergruggen tot 200 meter hoogte hoogte bestaan uit typisch middelgebergtereliëf met diepe valleien. In de intermontane bekkens zijn verschillende morfologische vormen terug te zien, veroorzaakt door glaciale, fluvioglaciale en meerafzettingen. In het oostelijke deel komt permafrost voor, hetgeen heeft gezorgd voor hiermee gepaard gaande reliëfvormen.
Het massief bestaat hoofdzakelijk uit gneisen, mica-carbonaten en kristallijne schisten, marmer, kwartsieten en amfibolieten. Intermontane depressies zijn gevuld met terrigene steenkoolhoudende massa's. De belangrijkste mineralen zijn goud, grafiet, bauxiet, asbest en fosforiet.

## Klimaat
In de Oostelijke Sajan heerst een streng landklimaat met lange strenge winters en korte koele zomers. Op een hoogte van 900 tot 1300 meter varieert de gemiddelde januaritemperatuur tussen de −17 en −25 °C en de gemiddelde julitemperatuur tussen de 12 en 14 °C.
De hoeveelheid neerslag varieert met de oriëntatie van de hellingen. In het oostelijke en zuidoostelijke deel valt gemiddeld 300 mm per jaar, terwijl in de westelijke en zuidwestelijke delen tot 800 mm per jaar kan vallen. De noordelijke uitlopers kennen een gemiddelde van ongeveer 400 mm neerslag per jaar.

## Landschap
Meer dan de helft van de Oostelijke Sajan bestaat uit bergtoendra en een groot deel bestaat uit gebergtevegetatie. In de taigagordel groeien met name donkere conifere spar-zilverspar en lichte lariks-ceder bossen. Op 1500 tot 2000 meter hoogte groeit struikachtige en mos-korstmosachtige stenige toendra. In het westelijke deel van het bergmassief komen subalpine struiken en graslanden voor. Er bevinden zich veel puinhellingen en grote keien. De Oostelijke Sajan telt ongeveer 100 gletsjers met een totale oppervlakte van ongeveer 30 km². Dit zijn met name rondvormige en hangende gletsjers.
Het waternetwerk in het gebergte vormt onderdeel van het stroomgebied van de Jenisej. De grootste rivieren in het massief zijn de Toeba, Syda, Sisim, Mana, Kan, Agoel en de Birjoesa. De meren in de Oostelijke Sajan zijn met name van glaciale oorsprong, zoals bijvoorbeeld het Agoelskojemeer. Er bevinden zich kuuroorden bij minerale bronnen in Arsjan en Nilova Poestyn.
Aan de rand van de Oostelijke Sajan, op de rechteroever van de Jenisej nabij de stad Krasnojarsk bevindt zich de zapovednik (strikt natuurreservaat) Stolby.